# Front Algérie française
O Front Algérie française (FAF; também Front de l'Algérie française ou Front pour l'Algérie française) foi um movimento político anti-independência que fazia campanha pela manutenção do status quo dos departamentos da Argélia e do Saara (a "Argélia Francesa") que existiu durante a Guerra da Argélia (1954-1962). A FAF foi liderada pelo conselheiro municipal Antoine Andros e pela conselheira geral Camille Vignau colocado sob a presidência do deputado muçulmano Saïd Boualam, vice-presidente da Assembleia Nacional Francesa.

## Histórico

### Criação da FAF
A FAF foi criada em 15 de junho de 1960 após uma reunião entre a ex-FNN e a ex-União para a Nova República (UNR) realizada na rue Alfred-Leluch, 73, em Argel. Yvan Santini anunciou a criação da FAF em conferência de imprensa realizada no mesmo dia ou a 17 de junho consoante as fontes.
A FAF visava, em última instância, organizar um golpe militar e impor uma forma de apartheid.

### Protestos violentos e dissolução
Em 11 de novembro de 1960, uma manifestação convocada pela Front Algérie française degenerou em um motim em Argel.
No dia 8 de dezembro seguinte, o movimento lançou um apelo para que se opusesse violentamente à visita do general de Charles de Gaulle e, ao exército, a não mais apoiar sua política na Argélia.
Após os tumultos em Argel em 9 de dezembro, a Front Algérie française foi banida pelas autoridades francesas em 15 de dezembro de 1960.

### Atividade clandestina
Em 7 de março de 1961, um folheto reivindicando a responsabilidade por uma série de ataques perpetrados em Argel foi assinado em conjunto pela FAF e pela rede France-Résurrection, organização distinta da Organisation Armée Secrète (OAS).